# Corridor Mer du Nord-Baltique
Le Corridor Mer du Nord-Baltique est le deuxième des dix axes prioritaires du réseau transeuropéen de transport,,.

## Parcours
Le corridor est organisé en douze axes et traverse les villes suivantes,:
1. Helsinki-Tallinn-Riga
2. Ventspils-Riga
3. Riga-Kaunas
4. Klaipėda-Kaunas-Vilnius
5. Kaunas-Varsovie
6. Varsovie-Poznań-Francfort-sur-l'Oder-Berlin-Hambourg
7. Berlin-Magdebourg-Brunswick-Hanovre
8. Hanovre-Brême-Bremerhaven/Wilhelmshaven
9. Hanovre-Osnabrück-Hengelo-Almelo-Deventer-Utrecht
10. Utrecht-Amsterdam
11. Utrecht-Rotterdam-Anvers
12. Hanovre-Cologne-Anvers

## Histoire
Le projet d'origine était le parcours Varsovie-Poznań-Francfort-sur-l'Oder-Berlin-Hanovre-Osnabrück-Enschede-Utrecht-Amsterdam/Rotterdam-Felixstowe-Birmingham/Manchester-Liverpool.
Mais après la sortie du Royaume-Uni de Union européenne à la suite du Brexit, le corridor ne doit plus atteindre les Îles Britanniques.
Il a été modifié et reliera Helsinki au Benelux.